# Lyteba
Lyteba is een geslacht van vliesvleugelige insecten uit de familie Diapriidae.

## Soorten
- L. bisulca (Nees, 1834)
- L. canaliculata (Kieffer, 1907)
- L. carinifrons (Kieffer, 1909)
- L. pectinifer Macek, 1995
- L. thomsoni (Kieffer, 1916)